# Десантні катери проєкту 21820 «Дюгонь»
Десантний корабель класу «Дюгон» або проєкт 21820 — клас із п'яти повітряно-каверних десантних кораблів, що перебувають на озброєнні ВМФ Росії.

## Конструкція
Корпус катера виготовлений з корозійностійких алюмінієво-магнієвих сплавів. Довжина катера 45 метрів, ширина 8,56 метра, осад 1,9 метра (2,2 м найбільша). Екіпаж 6 людей. Повна водотоннажність 280 тонн.
ГЕУ складається з 2-х головних здвоєних через головну передачу (редуктор) зіркоподібних дизелів по 112 циліндрів (2×56) М507А-2Д потужністю по 9000 л. с. кожен. Виробник дизелів — ПАТ «Зірка» (Санкт-Петербург). Швидкість повного ходу — 35 вузлів. Висока швидкість катера забезпечується наявністю повітряної каверни, потужними дизелями та вентильованими водометними рушіями.
Розміри вантажного трюму — 27×6,8×2,34 метра.

### Десантні можливості
- 2 основних бойових танки,
- або 4 БМП/БТР,
- або 140 т вантажу,
- чи 90 чол. десанту.

## Кораблі
| Назва                       | Бортовий номер | Закладений          | Спущено на воду      | Введено в експлуатацію | Флот                | Статус   | Примітки |
| --------------------------- | -------------- | ------------------- | -------------------- | ---------------------- | ------------------- | -------- | -------- |
| Отаман Платов               |                | 21 лютого 2006 року | 17 липня 2009 року   | 2010                   | Каспійський флот    | Активний |          |
| Денис Давидов               | 748            | 18 січня 2012 року  | 26 липня 2013 року   | 24 листопада 2014 року | Балтійський флот    | Активний |          |
| Іван Карцов                 |                | 2010 рік            | 30 вересня 2013 року | 11 червня 2015 року    | Тихоокеанський флот | Активний |          |
| Лейтенант Римський-Корсаков | 714            | 21 червня 2012 року | 10 квітня 2014 року  | 4 липня 2015 року      | Балтійський флот    | Активний |          |
| Мічман Лермонтов            | 757            | 18 січня 2013 року  | 5 червня 2014 року   | 4 липня 2015 року      | Балтійський флот    | Активний |          |

Як повідомляє російське видання «Известия», Центральне командування ВМФ Росії після ходових випробувань першого десантного корабля класу «Дюгон» на Каспійському морі надіслало міністру оборони Росії скаргу на серйозні конструктивні помилки та погану якість роботи корабля констатуючи тріщини, що утворилися в корпусі під час руху на швидкості, що могло призвести до розриву судна. «Известия» також стверджували, що замовлення з виготовлення п'яти суден були розподілені між кількома верфями з соціально-економічних причин... щоб вони були зайняті, а не на суднобудівній верфі, яка має досвід будівництва подібних суден.
Починаючи з 2015 року інформації про закладку або будівництво нових катерів у відкритих джерелах не виявлено.

## Бойове застосування

### Російсько-українська війна
На супутникових знімках початку червня 2022 року, зокрема, за 10 червня, поблизу захопленого росіянами острова Зміїний був помічений один катер проєкту «Дюгонь» з ЗРК «Тор» у трюмі. Імовірно, російські загарбники таким чином вирішили іще більше підсилити протиповітряну оборону острова, оскільки катер може доволі швидко рухатись й таким чином встановлений на палубі ЗРК не є статичною ціллю, вразливою для далекобійної реактивної артилерії (наприклад, БМ-30 «Смерч» або HIMARS).